# Anders Betalen voor Mobiliteit
Anders Betalen voor Mobiliteit is de officiële benaming van het advies dat het Platform Anders Betalen voor Mobiliteit in mei 2005 aanbood aan de ministers Peijs (Verkeer en Waterstaat) en Zalm (Financiën). Over het advies was door het Platform Anders Betalen voor Mobiliteit onder leiding van voorzitter mr. P.A. (Paul) Nouwen (secretaris L.H.M. Osterholt) negen maanden intensief overlegd. Het Advies werd in grote mate door het Kabinet overgenomen en vastgelegd in de Planologische Kernbeslissingversie van de Nota Mobiliteit (Rijksbeleid tot 2020).
Anders Betalen voor Mobiliteit regelt de invoering van de kilometerprijs (een heffing voor het gebruik van weginfrastructuur naar tijd en plaats, ook bekend onder de naam van een vergelijkbaar eerder plan:  rekeningrijden).

## Planning en uitstel
De oorspronkelijke planning was dat vanaf 2011 de eerste weggebruikers (vrachtwagens) te maken kregen met de kilometerprijs. In 2016 zou naar verwachting het hele systeem operationeel zijn.
In april 2009 maakte minister Eurlings bekend dat de invoering van de heffing voor vrachtwagens is uitgesteld tot na de kabinetsperiode kabinet-Balkenende IV.
In november 2009 werd in het kabinet een akkoord bereikt over de kilometerprijs. Bij invoering van de kilometerheffing gaat de automobilist gemiddeld een tarief betalen van 3 eurocent per gereden kilometer, oplopend tot gemiddeld 6,7 cent in 2018.
Op 18 maart 2010 trok het CDA tijdens een spoeddebat van het demissionaire kabinet zijn steun aan het voorstel in. Hierdoor was er geen meerderheid meer in de Tweede Kamer meer die achter het voorstel stond. De voorbereidingen voor de invoering werden daarop gestaakt.